# Stade Bento Freitas
Pour les articles homonymes, voir Freitas.
Le Stade Bento Freitas (en portugais : Estádio Bento Freitas), également connu sous le nom de Stade Bento Mendes de Freitas (en portugais : Estádio Bento Mendes de Freitas), est un stade de football brésilien situé dans la ville de Pelotas, dans l'État du Rio Grande do Sul.
Le stade, doté de 18 000 places et inauguré en 1943, sert d'enceinte à domicile à l'équipe de football du Grêmio Esportivo Brasil.
Le stade porte le nom de Bento Mendes de Freitas, président du Brasil de Pelotas à l'époque de la construction du stade.

## Histoire
Le stade, surnommé Baixada ou Caldeirão, est inauguré le 23 mai 1943, lors d'une défaite 3-2 des locaux du Brasil de Pelotas contre le Força e Luz (le premier but au stade étant inscrit par Birilão, joueur du Brasil).
Le record d'affluence au stade est de 20 115 spectateurs, lors d'une victoire 1-0 des locaux du Brasil de Pelotas contre Flamengo le 21 mars 1984.